# Oksana
Oksana (Maubeuge; 1 de febrero de 1982) es el nombre artístico de una actriz pornográfica francesa.

## Biografía
A diferencia de la gran mayoría de actrices porno, Oksana es una buena estudiante. Así posee el título de bachillerato (en la rama científica) y estudios universitarios.
Amante del exhibicionismo y del intercambio de pareja, es descubierta por el realizador francés Fred Coppula el cual la hace debutar en Salopes 3. Su buen papel en la película no pasa desapercibido para Marc Dorcel y este le ofrece convertirse en Chica Dorcel. El contrato en exclusividad se materializa en 2005 y da gran popularidad a la actriz. Madame...(2005), Oksana: Pornochic 10 (2006), La chasse (2006) o Les Deux Soeurs (2006) son algunas de sus películas más destacadas.
En junio de 2006, una vez concluido el contrato firma con la productora francesa Vcom. Le Démon (2007) es su primera película con la nueva compañía.

## Apariciones fuera del porno
Desde su fichaje por Marc Dorcel en 2005 la actriz tiene una fuerte presencia en los medios de comunicación. Ha participado en programas de radio como Le morning en Fun Radio y en programas de televisión como La Méthode Cauet en TF1 o Les grosses têtes de Philippe Bouvard.
Ha debutado en el cine convencional junto a Philippe Caubère en la película Truands (2007) de Frédéric Schoendoerffer.